# Waldemar Gutsche
Waldemar Albert Gutsche (ur. 5 maja 1889 w Łodzi, zm. 20 czerwca 1973 w Ashford w stanie Connecticut) – polski duchowny baptystyczny, wiceprezes i jeden z liderów Związku Zborów Słowiańskich Baptystów w Polsce.

## Życiorys
Był synem łódzkiego kaznodziei baptystycznego Alberta Johanna Gutsche i Pauliny z domu Pladek. W latach 1909–1911 studiował medycynę na Uniwersytecie w Odessie, studiów nie kończąc jednak z przyczyn zdrowotnych. W czasie I wojny światowej pracował w szpitalu wojskowym w Lublinie. Następnie przebywał w Moskwie, gdzie udzielał się w tamtejszym środowisku baptystycznym. W 1916 poślubił Katarzynę Makarenko, zaś po zakończeniu działań wojennych powrócił do Polski. Od 1921 był misjonarzem Północnej Konwencji Baptystycznej z USA na terenie Łodzi, zaś od 1922 kierownikiem Towarzystwa Traktatowego oraz wydziału misyjnego Towarzystwa Wydawniczego „Kompas” w Łodzi. Był twórcą i redaktorem naczelnym rosyjskojęzycznego miesięcznika baptystycznego Majak. Od 1924 był sekretarzem misyjnym Związku Zborów Słowiańskich Baptystów oraz zarządcą majątku Stowarzyszenia Wzajemnej Pomocy Baptystów. Był jednym z liderów, członkiem władz, a od 1937 do wybuchu II wojny światowej również wiceprezesem Związku Zborów Słowiańskich Baptystów w Polsce. 29 czerwca 1930 został ordynowany na prezbitera zboru przy ul. Abramowskiego w Łodzi. Od stycznia 1936 był także drugim kaznodzieją łódzkiego zboru przy ul. Nawrot. Działalność misyjną kontynuował w czasie II wojny światowej. Po wojnie osiadł na emigracji najpierw w Westfalii, a od 1953 w Kanadzie i USA, gdzie kontynuował działalność misyjną. W latach 1956–1968 był kaznodzieją zboru z Erie w stanie Pensylwania. W ostatnich latach życia poświęcił się pracy publicystycznej i redaktorskiej.

## Publikacje
- Westliche Quellen des russischen Stundismus: Anfänge der evangelischen Bewegung in Russland. Kassel: J. G. Oncken Verlag, 1956
- Religion und Evangelium in Sowjetrussland zwischen zwei Weltkriegen (1917– 1944), Kassel: J. G. Oncken Verlag, 1959